# SSV St. Hubertus Elsen
Der SSV St. Hubertus Elsen e. V. ist ein Schießsportverein in Paderborn-Elsen. Der Verein ist in der Luftgewehr-Bundesliga vertreten.

## Geschichte
Schießsport unter dem Namen St. Hubertus gibt es in Paderborn-Elsen seit dem 5. Mai 1962. Gegründet als Abteilung der St. Hubertus Schützenbruderschaft Elsen entstand am 9. September 1993 der eigenständigen Schießsportverein St. Hubertus Elsen. Das vereinseigene Schießsportzentrum mit 16 Luftgewehr- und acht elektronischen Kleinkaliber-Meytonanlagen sowie angeschlossenem Gastronomiebereich wurde im Elsener Gewerbegebiet Mühlenteichstraße errichtet und im September 1997 eröffnet. 1999 erfolgte aufgrund der kontinuierlichen Jugend- und Aufbauarbeit die Ernennung zum ersten Jugendleistungszentrum des Westfälischen Schützenbundes. Die Ausrichtung der Bundesligafinale in den Jahren 2007 und 2008 in Paderborn  spielten in der Vereinsgeschichte ebenfalls eine bedeutende Rolle, da damit ein regionaler und nationaler Prestigegewinn für Sportart und Verein einherging. 2008 wurde der Luftgewehrschießstand modernisiert und mit 16 vollelektronischen Meytonanlagen ausgestattet. Kreis-, Bezirks-, Landesmeister, Deutsche Meister, Europa- und Weltmeister sowie ein Olympiasieger schießen zwischenzeitlich im und für den Schießsportverein St. Hubertus Elsen.

## Sportliche Erfolge
Die größten Vereinserfolge im Ligawettbewerb:
- 2025 -  1. Platz in der Bundesliga / Deutscher Mannschaftsmeister
- 2017 – 1. Platz in der Bundesliga / Deutscher Mannschaftsmeister
- 2016 – 1. Platz in der Bundesliga / Deutscher Mannschaftsmeister
- 2012 – 1. Platz in der Bundesliga / Deutscher Mannschaftsmeister
- 2011 – 5. Platz in der Bundesliga
- 2010 – 2. Platz in der Bundesliga
- 2009 – 2. Platz in der Bundesliga / Meister in der Westfalenliga und Aufstieg in die Regionalliga
- 2008 – 3. Platz in der Bundesliga / sehr erfolgreiche Ausrichtung des Finals
- 2007 – 5. Platz in der Bundesliga / sehr erfolgreiche Ausrichtung des Finals „Meister der Westfalenliga“
- 2006 – 1. Platz in der Bundesliga / Deutscher Mannschaftsmeister
- 2005 – 5. Platz in der Bundesliga
- 2004 – Meister der Regionalliga und Aufstieg in die Bundesliga
- 2003 – Meister der Westfalenliga und Aufstieg in die Regionalliga

Die größten Vereinserfolge bei Meisterschaften
- 2009 – Gregor Lütkevedder gewinnt bei der EM die Silbermedaille
- 2008 – Abhinav Bindra Olympiasieger mit dem Luftgewehr
- Gregor Lütkevedder gewinnt 2 Medaillen bei der Europameisterschaft mit der Schnellfeuerpistole
- Maik Eckhardt Deutscher Meister KK 3×20
- 2007 – Gregor Lütkevedder DSB Pokalsieger
- Marco De Nicolo Europameister KK liegend
- Damian Kontny gewinnt bei der Universiade in Bangkok zwei Einzel- und eine Mannschaftsmedaille
- 2006 – Dirk Leiwen Deutscher Meister KK 100m
- 2005 – Damian Kontny Europameister Mannschaft LG
- 2004 – Eva Schmitz Europameisterin Mannschaft LG
- 2003 – Damian Kontny und Dirk Leiwen Europameister Mannschaft KK liegend
- Deutscher Mannschaftsmeister KK 3×40 Junioren A
- 2002 – Dirk Leiwen 3-facher Weltmeister
- Dirk Leiwen Deutscher Meister LG und KK 3×40
- 2001 – Deutscher Meister Mannschaft KK 3×40 Junioren A
- 2000 – Dirk Leiwen Europameister Mannschaft LG
- 1999 – Dirk Leiwen Deutscher Meister LG und KK 3×20

## Mannschaft
- Dirk Leiwen (Mehrfacher Weltmeister, mehrfacher Deutscher Meister LG und KK)
- Dick Boschmann (Mehrfacher Niederländischer Meister, Olympiateilnahme 2000, 2001 EM Goldmedaille)
- Abhinav Bindra (Olympiasieger 2008)
- Eva Schmitz (Bundesliga Deutscher Mannschaftsmeister 2007, Bundesliga 2008 Mannschafts-Dritter)
- Damian Kontny (Bundesliga Deutscher Mannschaftsmeister 2007, Bundesliga 2008 Mannschafts-Dritter, Mehrfacher Deutscher Meister, EM 2003 Mannschaftseuropameister KK liegend, 2005 Mannschaftseuropameister LG)
- Marco DeNicolo (mehrfacher ital. Meister, EM 1. Platz KK liegend 2001, WM 5. Platz KK liegend 2002, Olympia 5. Platz KK liegend 2004)
- Daniel Butterweck (Bundesliga 2008 Mannschafts-Dritter, DM Mehrfacher Deutscher Meister, EM 2007 Mannschaftseuropameister LG WM 3. KK-liegend 2006 Team, 6. Luftgewehr 2006 Team)
- Nadine Schüller (Bundesliga 2008 Mannschafts-Dritter, DM Mehrfache Podiumsplätze, EM 2006 Luftgewehr-Europameisterin)